# Avrotros
Avrotros, stiliserat som AVROTROS, är ett nederländskt radio- och TV-programbolag som är en del av det nederländska offentliga sändningssystemet. Programbolaget grundades 2014 och är en sammanslagning av Algemene Vereniging Radio Omroep (Avro) och Televisie Radio Omroep Stichting (Tros). Namnet Avrotros har använts för gemensamt producerade program sedan 1 januari 2014. Sedan 7 september 2014 sänds även alla befintliga Avro- och Tros-program under namnet Avrotros.
Sedan 2015 är Avrotros ansvariga för Nederländernas medverkan i Eurovision Song Contest.

## Huvudkontor
Före 2014 var Avro inhyst i AKN-byggnaden i Hilversum från 2000, medan Tros drevs från det tidigare Christelijk Lyceum, även det i Hilversum, från 1970. Den 20 juni 2012 bekräftades det att båda TV-bolagen skulle flytta in i Wereldomroepgebouw efter sammanslagningen. Flytten slutfördes efter en renovering den 1 januari 2014. 2014 började Avrotros använda Vondelparkpaviljoen i Amsterdam, som hade renoverats och döpts om till "Vondel CS". Den öppnades för allmänheten den 13 maj 2014. Byggnaden rymmer ett antal radio- och tv-studior och erbjuder utrymme för evenemang och aktiviteter som organiseras för medlemmar.